# Elysius phantasma
Elysius phantasma là một loài bướm đêm thuộc phân họ Arctiinae, họ Erebidae.